# Locomotiva FNM E.620
Le locomotive E.620 sono state un gruppo di locomotive elettriche a corrente continua a 3000 volt ad azionamento elettronico del Gruppo FNM.

## Storia
La gara d'appalto per la costruzione delle locomotive E.620 fu indetta a seguito dello stanziamento dei fondi per le ferrovie in concessione previsti dalla legge 493 del 16 ottobre 1975, dopo il passaggio di gestione delle Ferrovie Nord Milano alla Regione Lombardia, che intraprese una serie di interventi di miglioramento e potenziamento della rete FNM.
Vincitrice del bando risultò nel novembre del 1980 la società Ansaldo di Genova che provvide inizialmente alla fornitura di 3 macchine di nuova generazione, alle quali fece seguito l'ordinativo di altrettante 3 unità. Questo nuovo materiale motore (E.620-01 ÷ 06) andò ad affiancare nell'esercizio le più vecchie E.600 ed E.610.
L'intera serie di locomotive adottò subito la livrea “ex SNCF” a due colori bianco e giallo, con fascia nera mediana, sostituita a partire dal 1996 dallo schema “regionale” bianco verde e blu.
La vita operativa delle E.620 si rivelò piuttosto breve per via dei moltissimi inconvenienti registrati nell'affidabilità. La prima unità ad essere ritirata fu la 05, utilizzata negli anni ottanta per testare nuove apparecchiature elettroniche. Nei primi anni 2000 vennero poi tolte dalla circolazione le unità 01, 03, 04, 06, che rimasero comunque in uso per qualche tempo come mezzi da manovra nelle officine di Novate Milanese. L'ultimo esemplare in esercizio regolare fu la 02, ritirata nel 2010.
A ricordo di questo gruppo di locomotive sopravvive oggi solo la E.620-03 accantonata nel deposito Trenord di Novate Milanese.

## Caratteristiche tecniche

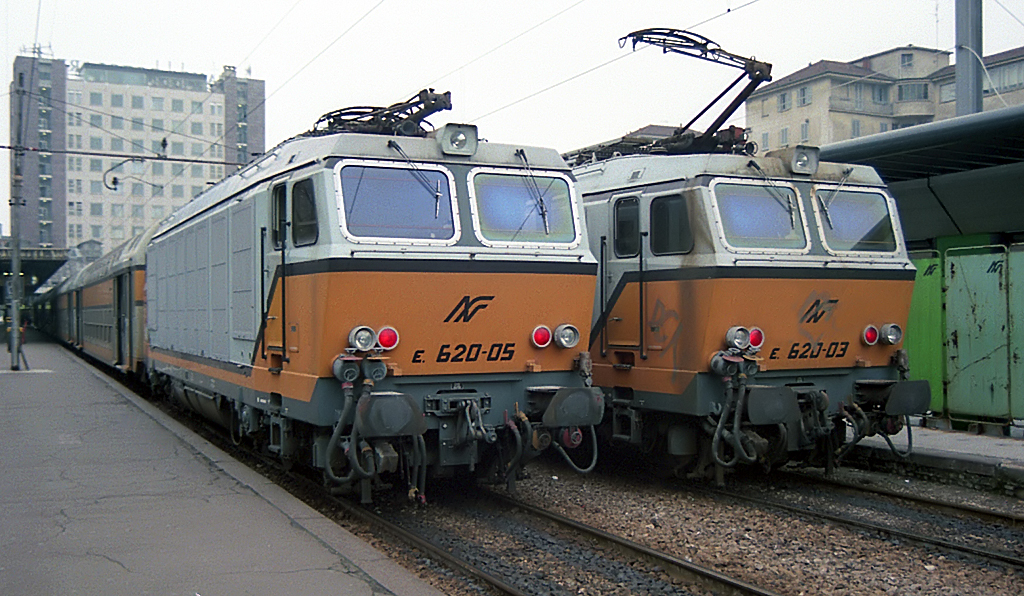
Le locomotive E.620-05 e 03, entrambe nella livrea originaria bianco-gialla, in sosta a Milano Cadorna nel 1995

Le E.620 sono state il primo gruppo di locomotive ad azionamento elettronico “full chopper” delle FNM; derivavano direttamente dalle locomotive E.633/632 in dotazione alle Ferrovie dello Stato italiane, soprannominate "Tigri", a cui erano infatti esteticamente molto simili, e ciò valse loro il nomignolo di “Tigrotti”.
Dotate di due carrelli motore di tipo modulare, avevano un impianto frenante elettropneumatico e potevano raggiungere una velocità massima di 130 km/h.
Furono inoltre abilitate sin dall'origine a operare in telecomando per la composizione di treni navetta, utilizzando nelle composizioni ordinarie esclusivamente le semipilota Socimi, oltre che provviste di apparecchiature di vigilanza per la guida ad agente unico.